# Montpeyroux, Hérault
Montpeyroux är en kommun i departementet Hérault i regionen Occitanien i södra Frankrike. Kommunen ligger i kantonen Gignac som tillhör arrondissementet Lodève. År 2022 hade Montpeyroux 1 418 invånare.

## Befolkningsutveckling
Antalet invånare i kommunen Montpeyroux
Referens:INSEE